# 合肥海关
中华人民共和国合肥海关，是中华人民共和国海关总署在合肥市设立的海关，驻地位于合肥市经济技术开发区翡翠路5301号，负责的关区为安徽省全境。

## 机构设置
根据有关规定，合肥海关设置以下机构（无标注均为正处级）：

#### 内设机构
- 办公室（党委办公室）
- 法规处
- 综合业务处
- 关税处
- 卫生检疫处
- 动植物检疫处
- 进出口食品安全处
- 商品检验处
- 口岸监管处
- 统计分析处
- 企业管理和稽查处
- 财务处
- 科技处
- 督察内审处
- 人事教育处（党委组织部）
- 机关党委（思想政治工作办公室、党委宣传部、党委巡察工作办公室）
- 监察室（党委纪检组）
- 离退休干部办公室

#### 隶属海关
- 合肥新桥机场海关
- 庐州海关（下属副处级驻邮局办事处）
- 芜湖海关
- 安庆海关
- 马鞍山海关
- 黄山海关
- 蚌埠海关
- 铜陵海关
- 阜阳海关
- 池州海关
- 滁州海关
- 宣城海关
- 宿州海关
- 淮北海关
- 淮南海关
- 六安海关
- 亳州海关
- 合肥海关风险防控分局

#### 直属事业单位
- 安徽国际旅行卫生保健中心（合肥海关口岸门诊部）
- 合肥海关技术中心
- 中国电子口岸数据中心合肥分中心

1. ↑  . 合肥海关. 2019-04-26.[]